# Баден (земля)

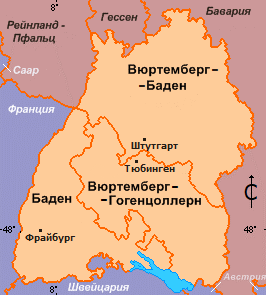
Баден - Вюртемберг, 1945 - 1952 годы

Баден (нем. Baden) — бывшая земля в ФРГ, созданная в 1945 году в южной части Республики Баден и объединённая в 1952 году вместе с землями Вюртемберг-Баден и Вюртемберг-Гогенцоллерн в землю Баден-Вюртемберг. Столица — город Фрайбург-им-Брайсгау.

## История
В 1945 году в южной части бывшей Республики Баден, оказавшейся после войны во французской зоне оккупации, была создана административная единица (позднее — земля) Южный Баден (нем. Südbaden) с центром в городе Фрайбург-им-Брайсгау. При этом северная часть бывшей Республики Баден, оказавшаяся в американской зоне оккупации, была вместе с северной частью бывшего Вюртемберга включена в землю Вюртемберг-Баден.
Конституция земли Южный Баден была принята 18 мая 1947 года. Её преамбула гласила, что земля Южный Баден является преемником всего бывшего суверенного Бадена. В 1949 году Южный Баден на правах земли вошёл во вновь образованное государство — Федеративную Республику Германии. При этом его название было изменено просто на Баден, что ещё раз подчёркивало преемственность с бывшим самостоятельным государством.
В 1952 году произошло объединение трёх земель ФРГ — Бадена, Вюртемберг-Бадена и Вюртемберг-Гогенцоллерна в землю Баден-Вюртемберг, существующую сегодня.